# Яломан
Ялома́н — река в Онгудайском районе Республики Алтай. Устье реки находится в 12 км по правому берегу реки Большой Яломан. Длина реки составляет 21 км.

## Притоки
- Теим (пр)
- Тогусколь (лв)
  - Еленчадыр (лв)
  - Корумдуоек (пр)
- Жяльбахтира (лв)
- Байдыра (пр)
- Чичкеоюк (пр)

## Данные водного реестра
По данным государственного водного реестра России относится к Верхнеобскому бассейновому округу, водохозяйственный участок реки — Катунь, речной подбассейн реки — Бия и Катунь. Речной бассейн реки — (Верхняя) Обь до впадения Иртыша.